# 北条実時
北条 実時（ほうじょう さねとき）は、鎌倉時代中期の武将。北条氏一門。金沢流北条氏の実質初代で、金沢 実時（かねさわ さねとき）とも。父は北条実泰。母は天野政景の娘。

## 略歴

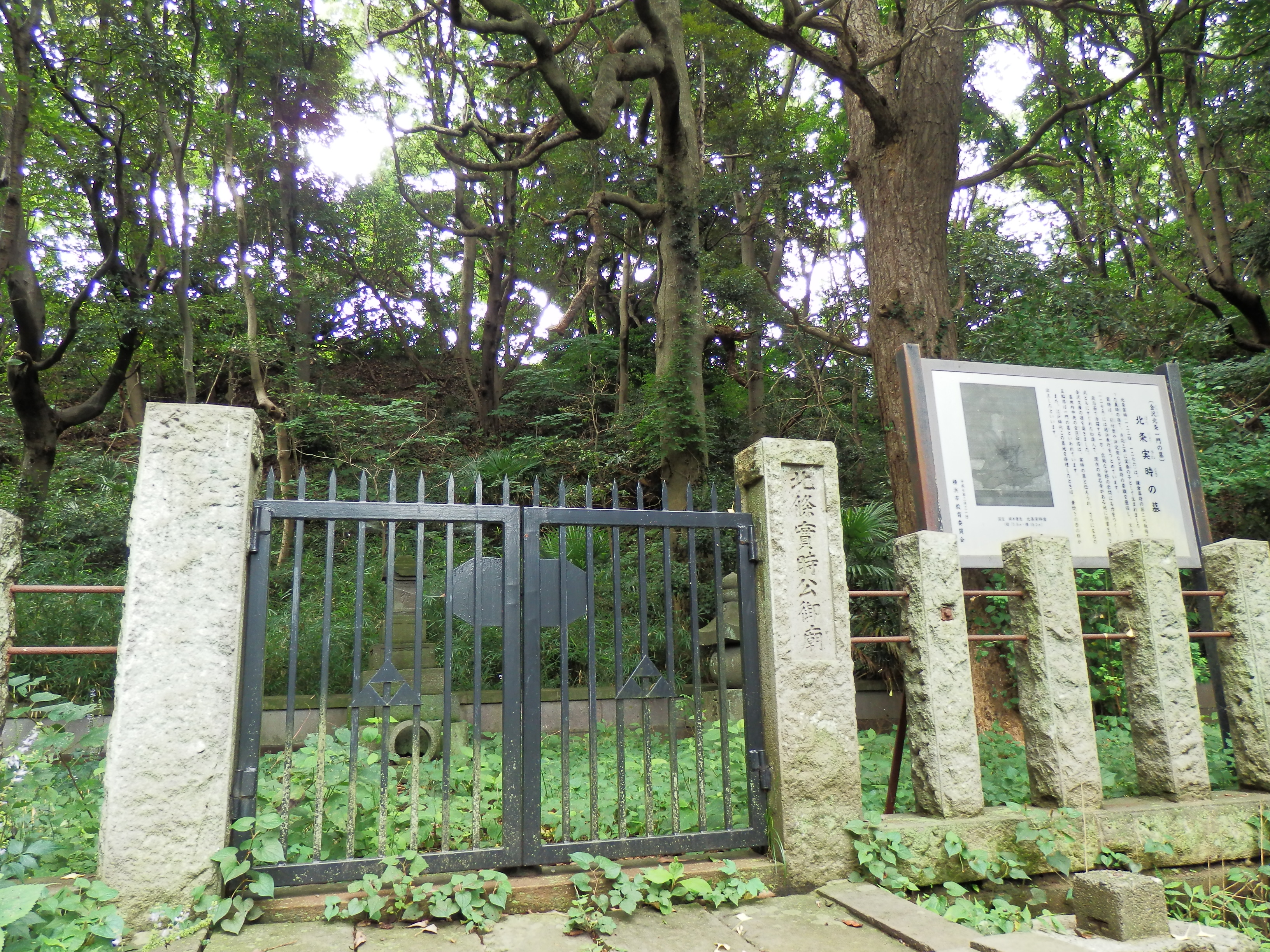
北条実時墓（称名寺内）

天福元年（1233年）、10歳にして、伯父で得宗家当主・鎌倉幕府第3代執権の北条泰時の邸宅において元服、烏帽子親も務めた泰時から「時」の字を受けて実時と名乗る（「実」字は父から継承したもの）。翌文暦元年（1234年）に出家した父から小侍所別当を移譲される。若年を理由に反対の声があったが、執権泰時はそれを押さえて実時を起用した。その頃、泰時の子時氏・時実が相次いで早世し、泰時の嫡孫北条経時が得宗家の家督を継ぐ事になっており、泰時は経時の側近として同年齢の実時の育成を図ったのである。泰時は2人に対し「両人相互に水魚の思いを成さるべし」と言い含めていた（『吾妻鏡』）。以後3度にわたって同職を務める。
4代執権北条経時、5代北条時頼政権における側近として引付衆を務め、宝治元年(1247年)の宝治合戦では御所の守護を担当している。建長5年（1253年）には評定衆を務める。文永元年（1264年）には得宗家外戚の安達泰盛と共に越訴頭人となり幕政に関わり、8代執権の北条時宗を補佐し、寄合衆にも加わった。
文永の役の翌建治元年（1275年）には政務を引退し、六浦荘金沢（現在の横浜市金沢区）に在住。蔵書を集めて金沢文庫を創設する。翌建治2年（1276年）に死去、享年53。
文化人としても知られ、明経道の清原教隆に師事して法制や漢籍など学問を学び、舅の政村からは和歌など王朝文化を学ぶ。源光行・親行父子が校訂した河内本『源氏物語』の注釈書を編纂する。また、実子実政にあてた訓戒状も知られる。

## 経歴
※ 日付は旧暦（1915年（大正4年）の記事を除く。）
- 1234年（文暦元年）6月30日、小侍所別当と就る。
- 1238年（暦仁元年）3月18日、掃部助に任官。また、宣陽院蔵人にも補される。
- 1252年（建長4年）4月30日、幕府の引付衆と就る。
- 1253年（建長5年）2月、評定衆に異動。
- 1255年（建長7年）12月13日、従五位下に叙し、越後守に転任。
- 1258年（正嘉2年）、引付頭人を兼帯。
- 1265年（文永2年）6月27日、従五位上に昇叙。越後守如元。
- 1266年（文永3年）、引付頭人を退任。
- 1269年（文永6年）、引付頭人を再び兼帯。
- 1275年（建治元年）5月、病により武蔵国六浦に籠居。
- 1276年（建治2年）10月23日、卒去。享年53。
- 1915年（大正4年）11月10日、贈正五位[6]。

## 関連作品
- かくて神風は吹く（1944年・大映映画　演：葛木香一）
- 北条時宗（2001年・NHK大河ドラマ　演：池畑慎之介）